# Liste der Biografien/Zm
Liste der Biografien |
Portal Biografien |
Personensuche
# |
A |
B |
C |
D |
E |
F |
G |
H |
I |
J |
K |
L |
M |
N |
O |
P |
Q |
R |
S |
T |
U |
V |
W |
X |
Y |
Z |
?
 
Za |
Zb |
Zc |
Zd |
Ze |
Zf |
Zg |
Zh |
Zi |
Zj |
Zk |
Zl |
Zm |
Zn |
Zo |
Zr |
Zs |
Zu |
Zv |
Zw |
Zy |
Zz
Die Liste der Biografien führt alle Personen auf, die in der deutschsprachigen Wikipedia einen Artikel haben. Dieses ist eine Teilliste mit 38 Einträgen von Personen, deren Namen mit den Buchstaben „Zm“ beginnt.

## Zm

### Zma
- Žmak, Deni (* 1989), kroatischer Tennisspieler
- Zmarzlik, Bartosz (* 1995), polnischer Speedway-Fahrer
- Zmarzlik, Hans-Günter (1922–2000), deutscher Historiker
- Zmarzlik, Johannes (1925–1999), deutscher Arbeitsrechtler und Ministerialbeamter
- Zmatlíková, Helena (1923–2005), tschechische Malerin und Illustratorin

### Zme
- Zmeck, Alfred (1899–1971), österreichisch-tschechoslowakischer Richter des Volksgerichtshofes
- Zmeck, Jochen (1929–2012), deutscher Zauberkünstler
- Zmed, Adrian (* 1954), rumänisch-US-amerikanischer SchauspielerAdrian Zmed (* 1954)

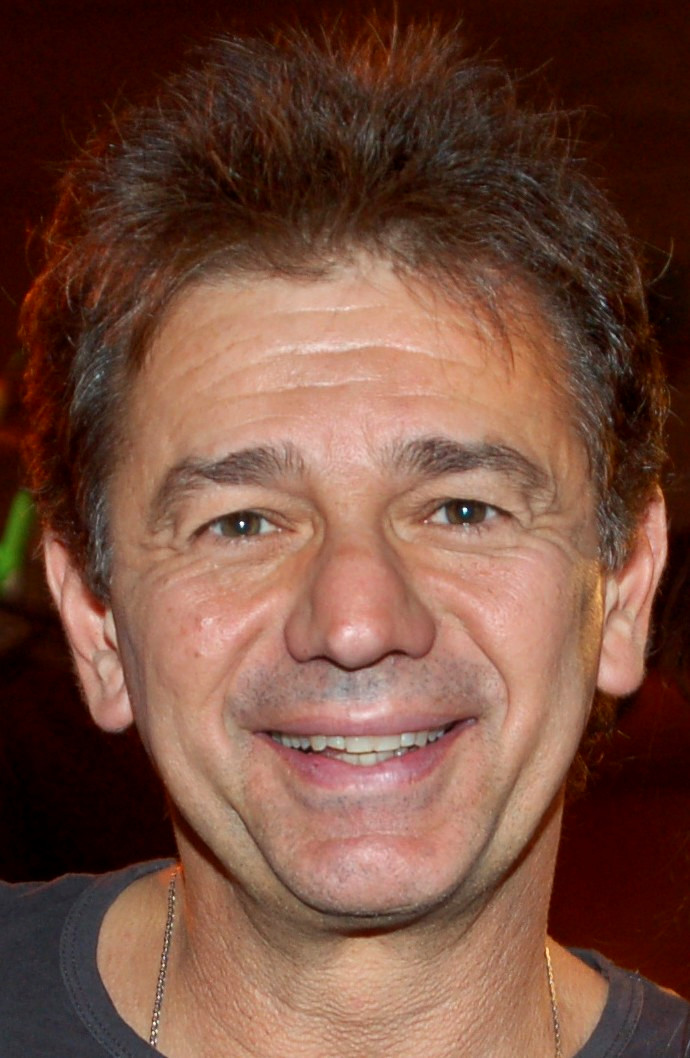
Adrian Zmed (* 1954)

- Žmegač, Viktor (1929–2022), kroatischer Philologe und Literaturhistoriker
- Zmek, Josef (1889–1942), tschechoslowakischer Generalmajor, Widerstandskämpfer
- Zmeko, Daniel (* 1967), slowakischer General, Befehlshaber der Streitkräfte der Slowakischen Republik
- Změlík, Robert (* 1969), tschechischer Zehnkämpfer und Olympiasieger
- Zmeskal, Kim (* 1976), US-amerikanische Turnerin
- Zmeškal, Tomáš (* 1966), tschechischer Schriftsteller
- Zmeškal, Vladimír (1902–1966), tschechoslowakischer Sorabist und Filmregisseur
- Zmeskall, Nikolaus (1759–1833), österreichisch-ungarischer Beamter und Komponist
- Zmeu, Denis (* 1985), moldauischer Fußballspieler

### Zmi
- Żmichowska, Narcyza (1819–1876), polnische Autorin, Pädagogin und Feministin
- Zmigrod, Blanka (1924–1992), polnisch-jüdische Holocaust-Überlebende, ermordet von einem Rechtsterroristen
- Żmijan, Stanisław (* 1956), polnischer Politiker (Platforma Obywatelska), Mitglied des Sejm
- Zmijanac, Vesna (* 1957), serbische Folk-SängerinVesna Zmijanac (* 1957)

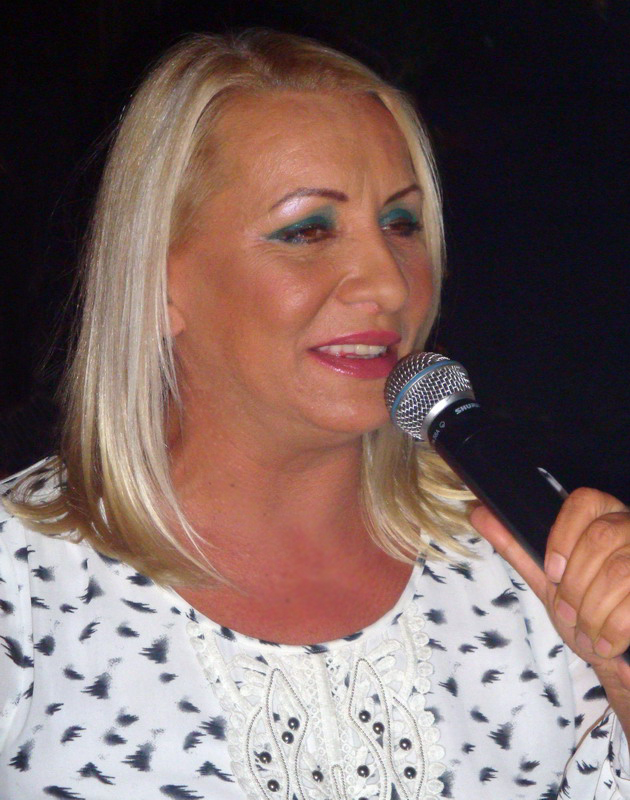
Vesna Zmijanac (* 1957)

- Zmijani, Hysen (* 1963), albanischer Fußballspieler
- Żmijewski, Artur (* 1966), polnischer Schauspieler
- Żmijewski, Artur (* 1966), polnischer Künstler
- Zmijewski, Josef (* 1940), deutscher römisch-katholischer Theologe
- Zmit, Zoubir (* 1975), algerischer Fußballspieler
- Zmitrowicz, Radosław (* 1962), polnischer Geistlicher, Weihbischof in Kamjanez-Podilskyj

### Zmo
- Zmolek, Doug (* 1970), US-amerikanischer Eishockeyspieler
- Zmoll, Heinrich (1843–1919), Bürgermeister von Hainfeld
- Zmoray, Tomáš (* 1989), slowakischer Skispringer
- Zmorek, Klaus (* 1957), deutscher Schauspieler
- Zmorski, Roman (1822–1867), polnischer Dichter, Zeitschriftenherausgeber und Volkskundler

### Zmr
- Zmrzlá, Simona (* 1989), tschechische Schauspielerin und Sängerin
- Zmrzlík von Schweißing, Peter († 1421), böhmischer Adeliger, Mitglied des Königsrats
- Zmrzlý, Ondřej (* 1999), tschechischer Fußballspieler

### Zmu
- Żmuda Trzebiatowska, Marta (* 1984), polnische Schauspielerin
- Żmuda, Władysław (* 1954), polnischer Fußballspieler und -trainer
- Żmurko, Franciszek (1859–1910), polnischer Maler